# Andrus Aug
Andrus Aug   (Jõgeva, 22 de maig de 1972) va ser un ciclista estonià, professional des del 2001 fins al 2007. Va destacar com esprínter. Va participar en una edició dels Jocs Olímpics (2004).

## Palmarès
- 1993
  - Vencedor d'una etapa al Giro de les Regions
- 1996
  -  Campió d'Estònia en ruta
  - Vencedor d'una etapa al Rapport Toer
- 2000
  - Vencedor d'una etapa a la Volta a Bulgària
  - Vencedor d'una etapa a la Volta a Iugoslàvia
- 2001
  - 1r al Poreč Trophy 3
  - Vencedor d'una etapa a la Volta a Bulgària
  - Vencedor de 5 etapes a la Volta al Marroc
  - Vencedor de 2 etapes a la Cursa de la Solidaritat Olímpica
- 2002
  - 1r al Gran Premi Nobili Rubinetterie
  - 1r al Poreč Trophy 4
  - 1r a la Coppa Lella Mentasti-GP Città di Stresa
  - Vencedor d'una etapa a la Volta a Polònia
  - Vencedor d'una etapa a la Cursa de la Pau
  - Vencedor d'una etapa a la Cursa de la Solidaritat Olímpica
  - Vencedor d'una etapa a la Jadranska Magistrala
  - Vencedor d'una etapa a la Volta a Eslovàquia
- 2004
  - 1r al Gran Premi de la vila de Rennes
- 2005
  - Vencedor d'una etapa al Giro del Trentino
- 2008
  -  Campió d'Estònia de critèrium

### Resultats al Giro d'Itàlia
- 2003. Fora de control (18a etapa)
- 2004. No surt (7a etapa)